# Leptopilos
Leptopilos es un género de arañas araneomorfas de la familia Gnaphosidae. Se encuentra en el sur de Europa, Norte de África y el Próximo Oriente. 

## Lista de especies
Según The World Spider Catalog 12.0:
- Leptopilos hadjissaranti (Chatzaki, 2002)
- Leptopilos lakhish Levy, 2009
- Leptopilos levantinus Levy, 2009
- Leptopilos manolisi (Chatzaki, 2002)
- Leptopilos pupa (Dalmas, 1919)
- Leptopilos tenerrimus (O. Pickard-Cambridge, 1872)